# Герб Елатьмы
Герб муниципального образования «Елатомское городское поселение» Касимовского района Рязанской области Российской Федерации.
Герб утверждён Решением Совета депутатов муниципального образования «Елатомское городское поселение» Касимовского муниципального района Рязанской области № 34 от 15 марта 2006 года.
Герб внесён в Государственный геральдический регистр под регистрационным номером 2234.

## Описание герба
«В лазоревом поле серебряный распростёртый на такой же мачте, имеющей вверху развевающийся влево флажок того же металла о двух косицах, парус с золотыми верёвками. В золотой вольной части со скруглённым внутренним углом — старинная зелёная княжеская шапка, имеющая чёрную соболью опушку, над которой укреплено золотое украшение („городок“) с синим самоцветным камнем».

## История герба

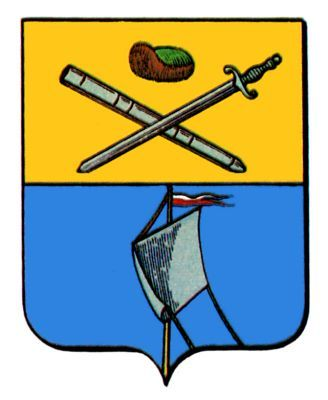
Исторический герб Елатьмы Рязанской губернии (1779 год)

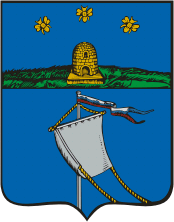
Исторический герб Елатьмы Тамбовской губернии (1781 год)

Первый герб Елатьмы был Высочайше утверждён 29 мая (9 июня) 1779 года императрицей Екатериной II вместе с другими гербами городов Рязанского наместничества (ПСЗРИ, 1779, Закон № 14884). В приложении к Закону № 14884 «Рисунки гербов Рязанского наместничества» указана более ранняя дата Высочайшего утверждения герба — 29 марта (9 апреля) 1779 года. Вероятнее всего, ранняя дата — ошибка, которая появилась в приложении «Полного собрания законов Российской империи» в 1843 году при составлении специального тома с литографированными изображениями всех городских и губернских гербов.
Подлинное описание герба Елатьмы Рязанского наместничества гласило:

«В 1-й части щита, в золотом поле, часть герба Рязанского: „серебряной мечъ и ножны, положенные на крестъ, надъ ними зеленая шапка, какова на Князѣ въ Намѣстническомъ гербѣ“.

Во 2-й части щита въ голубомъ полѣ распростертой на мачтѣ серебряной парусъ съ золотыми веревками, означающій, что въ семъ городѣ обогащаются славными своими парусными полотнами».
По мнению краеведов, золотые верёвки паруса в гербе, олицетворяют производство корабельных канатов в торговом селе Сасово, входившее в то время в Елатомский уезд.
В 1779 году Елатьма стала уездным городом Тамбовского наместничества.
16 августа 1781 года императрицей Екатериной II вместе с другими гербами городов Тамбовского наместничества был Высочайше утверждён новый герб Елатьмы. (ПСЗРИ, 1781, Закон № 15210).
Подлинное описание герба Елатьмы Тамбовского наместничества гласило:

«Город Елатма имѣетъ старый гербъ.

В 1-й части щита герб Тамбовский: на лазоревомъ полѣ улей и надъ нимъ три золотыя пчелы, земля зеленая.

В старой части щита въ голубомъ полѣ распростертый на мачтѣ серебряный парусъ съ золотыми веревками, означающій, что въ семъ городѣ обогащаются славными своими парусными полотнами».
Как первый, так и второй варианты герба Елатьмы были составлены в Герольдмейстерской конторе под руководством герольдмейстера статского советника А. А. Волкова.

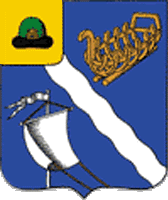
Герб Касимовского района (1997 год)

В 1861 году, в период геральдической реформы Кёне, был разработан проект нового герба уездного города Елатьмы Тамбовской губернии (официально не утверждён):
«В лазоревом щите на золотой мачте серебряный парус с золотыми снастями. В вольной части герб Тамбовской губернии. Щит увенчан серебряной стенчатой короной и окружён золотыми колосьями, соединёнными Александровской лентой».
В советский период исторический герб Елатьмы в официальных документах не использовался.
16 декабря 1997 года был утверждён герб Касимовского района, составленный из нижних частей исторических гербов Касимова и Елатьмы с внесением современной детали — изображения реки в виде серебряной перевязи влево.
В июне 1999 года государственный герольдмейстер Г. В. Вилинбахов, направил руководству Касимовского района и администрации посёлка Елатьмы письмо, в котором говорилось, что «старинный елатомский герб с парусом является драгоценной историко-геральдической реликвией края (и, кстати, одним из красивейших геральдических памятников в российской местной геральдике). Поэтому было бы вполне справедливо свести сегодня официальное употребление елатомского герба к роли вспомогательного элемента в районном гербе».
Через семь лет был разработан на основе исторического герба Елатьмы и 15 марта 2006 года утверждён герб Елатомского городского поселения.